# Список лауреатов премии имени Шайхзады Бабича
Государственная республиканская молодёжная премия имени Шайхзады Бабича в области литературы, искусства и архитектуры (баш. Әҙәбиәт, сәнғәт һәм архитектура өлкәһендә Шәйехзада Бабич исемендәге Дәүләт республика йәштәр премияһы) — премия, учреждённая в 1995 году и названная в честь национального башкирского поэта Шайхзады Бабича.

## Список лауреатов
| Год  | Лауреат                | Основание для награждения | П      |
| ---- | ---------------------- | --- | ------ |
| 1995 | Фарзана Акбулатова     | за сборник рассказов «Отцовский хлеб» и повесть «Жертвоприношение, или обыкновенная купля-продажа» | [ 1 ]  |
| 1995 | Зухра Байбурина        | за исполнение партий Кармен в опере Ж. Бизе «Кармен», Маддалены в опере Дж. Верди «Риголетто», Яубики и Кюнбики в операх З. Исмагилова «Шаура» и «Салават Юлаев» и проявленное при этом высокое артистическое мастерство                                                                                                | [ 1 ]  |
| 1995 | Раис Туляк             | за сборник стихов и поэм «Ожерелье» | [ 1 ]  |
| 1996 | Лейсан Рахматуллина    | за триптих «Флюиды» и серию акварелей «По Байкалу» | [ 2 ]  |
| 1996 | Булат Юсупов           | режиссёру-постановщику короткометражного художественного фильма «Быяла юлсы» («Стеклянный пассажир») | [ 2 ]  |
| 1996 | Айдар Акманов          | автору сценария короткометражного художественного фильма «Быяла юлсы» («Стеклянный пассажир») | [ 2 ]  |
| 1996 | Рияз Исхаков           | оператору-постановщику короткометражного художественного фильма «Быяла юлсы» («Стеклянный пассажир») | [ 2 ]  |
| 1996 | Владислав Байрамгулов  | художнику-постановщику короткометражного художественного фильма «Быяла юлсы» («Стеклянный пассажир») | [ 2 ]  |
| 1996 | Расуль Карабулатов     | актёру Национального молодёжного театра Республики Башкортостан за исполнение роли Салавата в спектакле «Салават» по трагедии М. Карима «Салават. Семь сновидений сквозь явь» | [ 2 ]  |
| 1996 | Азат Зиганшин          | актёру Национального молодёжного театра Республики Башкортостан за исполнение роли Илеша в спектакле «Салават» по трагедии М. Карима «Салават. Семь сновидений сквозь явь» | [ 2 ]  |
| 1996 | Фирдат Галиев          | актёру Национального молодёжного театра Республики Башкортостан за исполнение роли Баиша в спектакле «Салават» по трагедии М. Карима «Салават. Семь сновидений сквозь явь» | [ 2 ]  |
| 1996 | Рушанна Бабич          | актрисе Национального молодёжного театра Республики Башкортостан за исполнение роли Ану в спектакле «Салават» по трагедии М. Карима «Салават. Семь сновидений сквозь явь» | [ 2 ]  |
| 1997 | Танзиля Давлетбердина  | за сборник стихов «Кто я?» | [ 3 ]  |
| 1997 | Амир Мазитов           | за совместный выставочный проект «Бесконечная дорога» | [ 3 ]  |
| 1997 | Джалиль Сулейманов     | за совместный выставочный проект «Бесконечная дорога» | [ 3 ]  |
| 1997 | Ринат Миннебаев        | за серию графических работ «Лесные боги», «Гипербореи» | [ 3 ]  |
| 1998 | Гульназ Кульсарина     | за серию видеофильмов «Семь девушек», «Журавли», «Необычайная рыбалка» и «Оленьи рога» | [ 4 ]  |
| 1998 | Вахит Хызыров          | за сольный концерт в сопровождении Национального симфонического оркестра, концерт «Аве Мария», концерт старинной музыки немецких, французских, итальянских и русских композиторов, а также за исполнение «Гимна Солнцу» X. Ахметова с хоровой капеллой                                                                  | [ 4 ]  |
| 1998 | Ильдар Гафаров         | творческому коллективу — сотрудникам студии «Аманат» за работу в области развития национальной музыкальной культуры, организацию массовых зрелищных молодёжных мероприятий, популяризацию фольклора, профессионального и самодеятельного творчества в Республике Башкортостан                                           | [ 4 ]  |
| 1998 | Юлдаш Ураксин          | творческому коллективу — сотрудникам студии «Аманат» за работу в области развития национальной музыкальной культуры, организацию массовых зрелищных молодёжных мероприятий, популяризацию фольклора, профессионального и самодеятельного творчества в Республике Башкортостан                                           | [ 4 ]  |
| 1998 | Алмас Гафаров          | творческому коллективу — сотрудникам студии «Аманат» за работу в области развития национальной музыкальной культуры, организацию массовых зрелищных молодёжных мероприятий, популяризацию фольклора, профессионального и самодеятельного творчества в Республике Башкортостан                                           | [ 4 ]  |
| 1998 | Рамил Ихсанов          | творческому коллективу — сотрудникам студии «Аманат» за работу в области развития национальной музыкальной культуры, организацию массовых зрелищных молодёжных мероприятий, популяризацию фольклора, профессионального и самодеятельного творчества в Республике Башкортостан                                           | [ 4 ]  |
| 1998 | Руслан Нигматов        | творческому коллективу — сотрудникам студии «Аманат» за работу в области развития национальной музыкальной культуры, организацию массовых зрелищных молодёжных мероприятий, популяризацию фольклора, профессионального и самодеятельного творчества в Республике Башкортостан                                           | [ 4 ]  |
| 1999 | Раис Низаметдинов      | за вклад в развитие народного творчества и постановку танцев «Ҡарас сәсән», «Бөркөт ояһы», «Мирас», «Сура батыр» | [ 5 ]  |
| 1999 | Гузель Сулейманова     | за высокое мастерство в исполнении сольных партий Мари в «Щелкунчике», Зайтунгуль в «Журавлиной песне», Китри в «Дон Кихоте» | [ 5 ]  |
| 1999 | Юлай Узянбаев          | за музыкальное оформление спектаклей «Волшебный курай» (З. Биишева), «Песня во сне» (Т. Гарипова), «Звенящий цветок» (Н. Асанбаев), «Последняя чайка» (Б. Искужин) и сочинение музыки к песням «Аҡ болоттар», «Устарыма һал йөрәгеңде»                                                                                  | [ 5 ]  |
| 1999 | Земфира Рамазанова     | за вклад в развитие современного музыкального искусства и высокое исполнительское мастерство. | [ 5 ]  |
| 2000 | Сулпан Билалова        | за мастерство и оригинальность в художественном оформлении республиканского детского журнала «Акбузат» | [ 6 ]  |
| 2000 | Урал Идельбаев         | за музыку к фильму «Когда сливаются две реки» (Б. Юсупов), спектаклям «Страна Айгуль» (М. Карим), «Шаймуратов генерал» (Ф. Буляков), «Завидуй, Америка, завидуй!» (С. Латыпов и Х. Фатихова) и оригинальное музыкальное оформление зрелищных культурно-массовых мероприятий                                             | [ 6 ]  |
| 2000 | Азамат Халилов         | за самобытность и высокое мастерство в исполнении ролей в спектаклях «Ҡаһым түрә» А. и И. Дильмухаметовых (Кахым-туря), «Вой волчицы» Х. Иргалина (князь Терегул) и «Четыре жениха Диляфруз» Т. Миннуллина (Шакур) | [ 6 ]  |
| 2001 | Искандер Бикташев      | за высокое профессиональное мастерство в создании проектов реконструкции корпуса № 5 санатория «Красноусольский», административных и жилых зданий города Уфы | [ 7 ]  |
| 2001 | Гульдар Ишкуватова     | за создание сценариев телефильмов для детей «Волшебный перстень», «Где живёт Зима?», подготовку аудиоальбомов «Песни для детей», «Песнь соловья», «Сердце поёт», «Как поживаешь, родной?» и большой вклад в духовно-нравственное воспитание подрастающего поколения                                                     | [ 7 ]  |
| 2001 | Антон Павловский       | за высокое исполнительское мастерство | [ 7 ]  |
| 2002 | Алмас Амиров           | за артистическую индивидуальность и высокое мастерство в исполнении ролей в спектаклях Н. Абдыкадырова «Последнее море Чингисхана» (Джучи), И. Юмагулова «Нэркес» (Кутуш) и по пьесе Р. Шарта «Мою жену зовут Морис» (Морис Ляппен)                                                                                     | [ 8 ]  |
| 2002 | Тимур Гарипов          | за самобытность и актёрское мастерство в исполнении ролей в спектаклях Г. Горина «Приглашаю в вечность, Ваше величество!» (Георг IV), М. Ладо «Очень простая история» (Петя) и Г. Шафикова «Черный иноходец» (Абуляй)                                                                                                   | [ 8 ]  |
| 2002 | Гайнислам Ибрагимов    | за перевод на турецкий язык пьесы Н. Гаитбаева «Любви все возрасты покорны», на башкирский язык — пьесы Р. Эрдурана «Подарок», соавторство в художественном переводе на турецкий язык сборника «Башкорт халык дастандары», эпосов «Урал-батыр», «Акбузат» и пропаганду башкирского народного творчества в тюркском мире | [ 8 ]  |
| 2003 | Миндигафур Зайнетдинов | за популяризацию одного из самых древних музыкальных инструментов — кубыза, активную пропаганду музыкального народного творчества | [ 9 ]  |
| 2003 | Зульфия Ханнанова      | за сборник стихов «Килен тәңкәһе», своеобразие поэтического видения образа башкирского народа, активное участие в нравственно-патриотическом воспитании молодёжи | [ 9 ]  |
| 2003 | Роберт Юлдашев         | за высокое исполнительское мастерство, обогащение классических традиций игры на курае, вклад в развитие башкирского музыкального искусства | [ 9 ]  |
| 2004 | Мусалим Кульбаев       | за постановку спектаклей «Тиль» Г. Горина и «Радость нашего дома» М. Карима, представлявших театральное искусство Республики Башкортостан на всероссийских и международных фестивалях, за вклад в воспитание подрастающего поколения                                                                                    | [ 10 ] |
| 2004 | Рустам Шайхутдинов     | за вклад в развитие фортепианного исполнительства и популяризацию сочинений башкирских композиторов, выдающиеся достижения в области искусствоведения и педагогики | [ 10 ] |
| 2004 | Сальман Ярмуллин       | за вклад в освещение реализации молодёжной политики в Республике Башкортостан и издание художественно-публицистического сборника «Ахыр заман — аяк астында» | [ 10 ] |
| 2005 | Ильдар Ибрагимов       | за разработку проекта реконструкции Дома культуры в селе Мраково Кугарчинского муниципального района Республики Башкортостан | [ 11 ] |
| 2005 | Хасан Усманов          | за вклад в развитие эстрадного искусства Республики Башкортостан и исполнение главной роли в музыкальной комедии «Искандер и Лейсян» | [ 11 ] |
| 2005 | Амина Шафикова         | за высокое исполнительское мастерство, вклад в развитие башкирской фортепианной музыки, пропаганду культуры и искусства Башкортостана в России и за рубежом | [ 11 ] |
| 2006 | Гульназ Кутуева        | за сборник стихов и поэм «Кувшинка души» | [ 12 ] |
| 2006 | Зиля Сагадеева         | за создание телевизионного фильма о развитии национального башкирского инструмента «И стонет курай, и ликует курай» и цикла художественных очерков о творческих личностях «Действующие лица» | [ 12 ] |
| 2006 | Рустем Хакимов         | за постановку спектакля «Урал-батыр» по инсценировке башкирского народного эпоса «Урал-батыр» Г. Шафикова | [ 12 ] |
| 2007 | Лариса Абдуллина       | за поэтический сборник «Вкус ягоды» и публицистический сборник «Раздумья о насущном» | [ 13 ] |
| 2007 | Гузель Мухамедьярова   | за создание коллекции художественных войлоков «Белая юрта» | [ 13 ] |
| 2007 | Руслан Девятов         | творческому коллективу архитекторов — сотрудникам ЗАО «ПИ „Башкиргражданпроект“» за вклад в разработку проекта «Универсальная спортивная арена „Уфа-Арена“» | [ 13 ] |
| 2007 | Танзиля Дулатова       | творческому коллективу архитекторов — сотрудникам ЗАО «ПИ „Башкиргражданпроект“» за вклад в разработку проекта «Универсальная спортивная арена „Уфа-Арена“» | [ 13 ] |
| 2007 | Дмитрий Мавродиев      | творческому коллективу архитекторов — сотрудникам ЗАО «ПИ „Башкиргражданпроект“» за вклад в разработку проекта «Универсальная спортивная арена „Уфа-Арена“» | [ 13 ] |
| 2007 | Андрей Мануилов        | творческому коллективу архитекторов — сотрудникам ЗАО «ПИ „Башкиргражданпроект“» за вклад в разработку проекта «Универсальная спортивная арена „Уфа-Арена“» | [ 13 ] |
| 2007 | Руслан Янбеков         | творческому коллективу архитекторов — сотрудникам ЗАО «ПИ „Башкиргражданпроект“» за вклад в разработку проекта «Универсальная спортивная арена „Уфа-Арена“» | [ 13 ] |
| 2008 | Ильгам Валиев          | за яркое сценическое воплощение партий в операх «Послы Урала» З. Исмагилова (Суюндук), «Салават Юлаев» З. Исмагилова (Салават), «Евгений Онегин» П. Чайковского (Ленский), «Мадам Баттерфляй» Дж. Пуччини (Пинкертон), «Травиата» Дж. Верди (Альфред), «Фауст» Ш. Гуно (Фауст)                                          | [ 14 ] |
| 2008 | Светлана Гиниятуллина  | за мастерство в создании женских образов в спектаклях «Женитьба» Н. Гоголя (Агафья Тихоновна), «Последние» М. Горького (Любовь), «Принцесса Турандот» К. Гоцци (Турандот) | [ 14 ] |
| 2008 | Зухра Файзуллина       | за вклад в развитие и пропаганду национальной литературы и искусства, мастерство художественного перевода | [ 14 ] |
| 2009 | Андрей Ганичев         | за исполнение роли Кольки Кузьмина в спектакле «Ночевала тучка золотая» по одноименной повести А. Приставкина | [ 15 ] |
| 2009 | Руслан Нигматуллин     | за создание произведений, отражающих многообразие традиций современной башкирской скульптуры, и вклад в изобразительное искусство Республики Башкортостан | [ 15 ] |
| 2009 | Рустем Ямалетдинов     | за проект реконструкции Республиканской художественной гимназии-интерната имени К. А. Давлеткильдеева | [ 15 ] |
| 2009 | Павел Мазин            | за проект реконструкции Республиканской художественной гимназии-интерната имени К. А. Давлеткильдеева | [ 15 ] |
| 2010 | Искандер Гафаров       | за достижения в области фортепианного исполнительства и пропаганду сочинений башкирских композиторов за рубежом | [ 16 ] |
| 2010 | Артур Кунакбаев        | за создание образа выдающегося ученого и политика А.-З. Валиди в спектакле «Ахметзаки Валиди Тоган» по исторической драме Н. Асанбаева и А. Абушахманова | [ 16 ] |
| 2010 | Зульфия Кускильдина    | за детский сборник сказок и рассказов «Тәмле Яңы йыл» («Вкусный Новый год») | [ 16 ] |
| 2012 | Айнур Аскаров          | за художественный фильм «Енмеш» | [ 17 ] |
| 2012 | Игорь Савельев         | за роман «Терешкова летит на Марс» | [ 17 ] |
| 2012 | Рустэм Сулейманов      | за пропаганду академической симфонической музыки композиторов Республики Башкортостан | [ 17 ] |
| 2014 | Айгиз Баймухаметов     | за книги прозы «Калдырма, эсэй!» и «Не оставляй, мама!» | [ 18 ] |
| 2014 | Артур Назиуллин        | за благотворительные проекты и поднятие престижа культуры Республики Башкортостан в мире | [ 18 ] |
| 2014 | Вера Фролова           | за творческий проект в области изобразительного искусства «Рука об руку в родном краю» | [ 18 ] |
| 2014 | Айгуль Ишбердина       | за творческий проект в области изобразительного искусства «Рука об руку в родном краю» | [ 18 ] |
| 2016 | Алмас Шаммасов         | за книгу «Өй түбәмдә күгәрсендәр» («Голуби на крыше дома моего») | [ 19 ] |
| 2016 | Ильсур Казакбаев       | за высокопрофессиональное художественное создание спектакля «Навстречу мечте» и пропаганду башкирского театрального искусства | [ 19 ] |
| 2016 | Урал Аминов            | за высокопрофессиональное художественное создание спектакля «Навстречу мечте» и пропаганду башкирского театрального искусства | [ 19 ] |
| 2016 | Ринат Баймурзин        | за высокопрофессиональное художественное создание спектакля «Навстречу мечте» и пропаганду башкирского театрального искусства | [ 19 ] |
| 2016 | Артур Кабиров          | за высокопрофессиональное художественное создание спектакля «Навстречу мечте» и пропаганду башкирского театрального искусства | [ 19 ] |
| 2016 | Фанис Рахметов         | за высокопрофессиональное художественное создание спектакля «Навстречу мечте» и пропаганду башкирского театрального искусства | [ 19 ] |
| 2016 | Алсу Хасбиуллина       | за достижения в области хорового искусства | [ 19 ] |
| 2018 | Линар Давлетбаев       | авторскому коллективу проекта «Концерт-сказка „О чём поют птицы?…“» за создание первой музыкальной сказки по мотивам башкирских легенд | [ 20 ] |
| 2018 | Шаура Сагитова         | авторскому коллективу проекта «Концерт-сказка „О чём поют птицы?…“» за создание первой музыкальной сказки по мотивам башкирских легенд | [ 20 ] |
| 2018 | Екатерина Хайбуллина   | авторскому коллективу проекта «Концерт-сказка „О чём поют птицы?…“» за создание первой музыкальной сказки по мотивам башкирских легенд | [ 20 ] |
| 2018 | Лиана Нигаметзянова    | авторскому коллективу проекта «Концерт-сказка „О чём поют птицы?…“» за создание первой музыкальной сказки по мотивам башкирских легенд | [ 20 ] |
| 2018 | Ринат Рамазанов        | группе «Аргымак» за восстановление и популяризацию башкирского народного культурного наследия и национальных инструментов | [ 20 ] |
| 2018 | Алик Гараев            | группе «Аргымак» за восстановление и популяризацию башкирского народного культурного наследия и национальных инструментов | [ 20 ] |
| 2018 | Эмиль Гараев           | группе «Аргымак» за восстановление и популяризацию башкирского народного культурного наследия и национальных инструментов | [ 20 ] |
| 2018 | Радмир Исмагилов       | группе «Аргымак» за восстановление и популяризацию башкирского народного культурного наследия и национальных инструментов | [ 20 ] |
| 2018 | Айрат Назиров          | группе «Аргымак» за восстановление и популяризацию башкирского народного культурного наследия и национальных инструментов | [ 20 ] |
| 2018 | Ильгиз Тагиров         | за высокий актёрский профессионализм, проявленный в полнометражном художественном историческом фильме «Бабич» режиссёра Б. Т. Юсупова | [ 20 ] |
| 2018 | Рамзиль Сальманов      | за высокий актёрский профессионализм, проявленный в полнометражном художественном историческом фильме «Бабич» режиссёра Б. Т. Юсупова | [ 20 ] |
| 2018 | Радмир Абдуллин        | за высокий актёрский профессионализм, проявленный в полнометражном художественном историческом фильме «Бабич» режиссёра Б. Т. Юсупова | [ 20 ] |
| 2020 | Айбулат Багаутдинов    | за работу в области хореографии в музыкально-драматической постановке М. Карима «Салават» и популяризацию хореографического искусства как неотъемлемой части народного культурного наследия Республики Башкортостан | [ 21 ] |
| 2020 | Азат Валитов           | за высокопрофессиональное исполнение ролей в спектаклях Башкирского государственного академического театра драмы имени М. Гафури | [ 21 ] |
| 2020 | Александр Хватков      | за высокие творческие достижения в области литературы, вклад в развитие литературы Башкортостана и духовное воспитание молодёжи | [ 21 ] |
| 2022 | Кристина Андрианова    | за поэтические сборники «Триста сарматов», «Пятьдесят пять историй одного толмача» и вклад в развитие художественного перевода | [ 22 ] |
| 2022 | Лиана Мкртчян          | за создание творческого проекта в области изобразительного искусства «Моя Родина — моя земля» |        |
| 2022 | Резеда Тагирова        | за создание творческого проекта в области изобразительного искусства «Моя Родина — моя земля» |        |
| 2022 | Ильнур Хайруллин       | за пропаганду башкирского музыкального искусства и популяризацию национального инструмента курая |        |